# بلاك كاناري
بلاك كاناري هي شخصية خيالية في دي سي كومكس ظهرت لأول مرة في أغسطس 1947.